# Magnus von Braun (ingenjör)
Magnus Hans Alexander Maximilian Freiherr von Braun, född 10 maj 1919 i Greifswald, Tyskland, död 21 juni 2003 i Phoenix, Arizona, var en tysk kemiingenjör och raketkonstruktör.
Han var yngre bror till Wernher von Braun och arbetade som assistent till sin bror under andra världskriget för att senare överlämna sig till amerikanska trupper och flytta till USA där han blev amerikansk medborgare.
Magnus von Brauns far hette även han Magnus von Braun.